# Nîjnea Vodeana, Kompaniivka
Nîjnea Vodeana (în ucraineană Нижня Водяна) este un sat în comuna Vodeane din raionul Kompaniivka, regiunea Kirovohrad, Ucraina.

## Demografie
Componența lingvistică a localității Nîjnea Vodeana
     Ucraineană (66,67%)
     Rusă (33,33%)
Conform recensământului din 2001, majoritatea populației localității Nîjnea Vodeana era vorbitoare de ucraineană (66,67%), existând în minoritate și vorbitori de rusă (33,33%).